# Barneveldse Krant
Die Barneveldse Krant ist eine niederländische Regionalzeitung mit Redaktionssitz in Barneveld. Herausgeber der Zeitung ist der Verlag Koninklijke BDU Uitgevers BV, der ebenfalls in Barneveld beheimatet ist. Die Zeitung erscheint sechs Tage die Woche, samstags enthält sie zusätzlich eine Wochenendbeilage. Die Donnerstagsausgabe verfügt über einen ausgeweiteten Anzeigenteil. Die bezahlte Auflage betrug im ersten Quartal 2008 9.913 Exemplare. Chefredakteur ist Jos Scholten.

## Geschichte
Die Zeitung erschien das erste Mal zunächst als Wochenzeitung am 6. Oktober 1871 unter der Herausgeberschaft von Gerrit Boonstra.
Während des Zweiten Weltkriegs hatte der damalige Chefredakteur Aris Smit Jr. mit den Zwängen seiner Zeit zu kämpfen. Obwohl er sich weigerte einige nationalsozialistisch geprägte Artikel, darunter die des Publizisten Max Blokzijl (nach dem Krieg hingerichtet), abzudrucken und hierfür Strafen zahlen musste, wandte er sich in einem Brief an den Reichskommissar der Presseabteilung gegen ein illegales Untergrundblatt. Nach dem Krieg wurde Smit für ein halbes Jahr inhaftiert und erhielt anschließend ein fünfzehnjähriges Berufsverbot. Die Begründung hierfür war, dass er sich letztendlich doch allzu willfährig den Verhältnissen angepasst habe.
Erst vom 2. Januar 1985 an, als sie auch samstags erschien, bezeichnete sich die Barneveldse Krant als eine Tageszeitung, zuvor war sie nur montags bis freitags herausgekommen.
2002 erhielt die Redaktion der Zeitung eine Nominierung für den „Prijs voor de Dagbladjournalistiek“ (Tageszeitungsjournalistikpreis) für ihre Berichterstattung über die zu dieser Zeit grassierende Maul- und Klauenseuche. Im September 2005 stellte die Zeitung auf das Tabloid-Format um und führte gleichzeitig den Farbdruck für die gesamte Zeitung ein. 2006 erhielt Chefredakteur Jur van Ginkel von „De Redactie“, einem Unternehmen, das Redakteure vermittelt, die Auszeichnung „Moedigste Hoofdredacteur van Nederland“ (Mutigster Chefredakteur der Niederlande) und zu seiner Pensionierung im Mai 2007 die Auszeichnung des „Ritters des Ordens von Oranje-Nassau“. In demselben Monat führte der Herausgeber der Zeitung BDU einen Prozess gegen die Gratiszeitung Barneveld Vandaag, die von dem Verlag Wegener herausgegeben wird und viermal pro Woche erscheint, um deren Selbstbezeichnung „Tageszeitung“, die BDU für irreführend hielt, und bekam vor Gericht recht.

## Weiterführende Informationen